# Einer trage des anderen Last …
Einer trage des anderen Last … ist ein Spielfilm von Lothar Warneke nach einem Szenarium von Wolfgang Held, der von der DEFA produziert und am 28. Januar 1988 uraufgeführt wurde. Der Film erhielt das Prädikat „Besonders wertvoll“ und avancierte zum Publikumshit in der DDR.
Im Jahr 1995 veröffentlichte Wolfgang Held ein Buch mit dem gleichen Titel.

## Handlung
Die Handlung des Films spielt 1950 in dem privaten Lungensanatorium Schloss Hohenfels. Die Protagonisten – Josef Heiliger, ein junger Kommissar der Volkspolizei und überzeugter Marxist, sowie Hubertus Koschenz, ein evangelischer Vikar – teilen sich, da beide an Tuberkulose erkrankt sind, unfreiwillig ein Krankenzimmer. Beide tragen zunächst ihre kontroversen Weltanschauungen demonstrativ zur Schau. Die zwangsläufig entstehenden Diskussionen zeigen jedoch im Laufe der Zeit viel gemeinsames humanistisches Gedankengut auf. Josefs Erkrankung nimmt einen bedrohlichen Verlauf, während sich Hubertus’ Zustand langsam bessert. Hubertus kann über kirchliche Kanäle neuartige hochwirksame Medikamente aus dem Westen (konkret im Film: von einer schweizerischen ev. Hilfsorganisation) beziehen, lässt diese dann aber – zunächst ohne dessen Wissen – an den schwerer erkrankten Josef abgeben. Ein Nebenstrang der Handlung beschreibt die entstehende Liebe zwischen Josef Heiliger und der ebenfalls schwer an Tuberkulose erkrankten Sonja Kubanek, die in der Neujahrsnacht 1951 stirbt. Am Schluss treffen sich Heiliger und Koschenz am Grab von Sonja.

## Kritik
„Zwar ein etwas schablonenhaft entworfener, dennoch sympathischer Film, dessen Plädoyer für den Dialog zwischen Christen und Marxisten von Witz und guten Darstellern getragen wird.“

## Hintergründe
„Einer trage des anderen Last“ ist ein Zitat aus dem Galaterbrief des Apostels Paulus (Gal 6,2 ).
Ein erstes Szenarium von Wolfgang Held zu dem Film unter dem Titel „… und jeder trage des anderen Last“ ist autobiografisch geprägt (durch seine eigene Erfahrung in einem Sanatorium Anfang der 50er Jahre) und entstand bereits 1973, doch erst 1986 begann die Bearbeitung des Stoffs durch die DEFA in Zusammenarbeit mit dem Staatssekretariat für Kirchenfragen. In dem Film begegnen sich ein Kommunist und ein Christ auf Augenhöhe – ein Novum in der DDR-Filmgeschichte. In der Figur des Christen spiegeln sich Ideen von Emil Fuchs, einem theologischen Lehrer Lothar Warnekes, der den Film im Abspann Emil Fuchs widmet. Schon die Tatsache, dass der Film überhaupt produziert wurde, war etwas Besonderes – so heißt es in einer dokumentierten Zuschauermeinung. Die Rezeption des Films war Gegenstand einer Untersuchung des Zentralinstituts für Jugendforschung.
Bei der Premiere des Films saß neben Kurt Hager Altbischof Albrecht Schönherr. Der Kinofilm wurde von über 1,2 Millionen Zuschauern gesehen und als Zeichen eines beginnenden Dialogs gewertet.
In seinem Buch „Last und liebes Kummerfeld“ geht Wolfgang Held in einer Retrospektive auf die Entstehungsgeschichte aus seiner Sicht ein und stellt seine Überlegungen zu einer möglichen Fortsetzung der Geschichte vor.
Drehort für das Sanatorium Hohenfels war die Wasserburg Müggenburg. Auch das Reha-Klinikum „Hoher Fläming“ in Bad Belzig nimmt für sich in Anspruch, „dass 1987 wesentliche Teile des DEFA Filmes ‚Einer trage des anderen Last‘ bei uns gedreht wurden“.

## Nachwirkungen
Der Film bildete den Auftakt einer Filmreihe des Ökumenische Arbeitskreises Prenzlauer Berg zum Thema „Glaube und Kirche in DDR-Filmen“. Bei der Aufführung am 23. Januar 2013 im UCI-Kino „Colosseum“ in Berlin-Prenzlauer Berg herrschte ein solcher Andrang, dass trotz zusätzlicher Aufführung in einem weiteren Kinosaal viele Interessenten keinen Platz bekamen.

## Auszeichnungen
38. Internationale Filmfestspiele Berlin
- 1988: Silberner Bär in der Kategorie Bester Darsteller für Manfred Möck
- 1988: Silberner Bär in der Kategorie Bester Darsteller für Jörg Pose
- 1988: Leserpreis der Berliner Morgenpost

Nationales Spielfilmfestival der DDR
- 1988: Findlingspreis[4]
- 1988: Publikumspreis „Großer Steiger“
- 1988: Preis in der Kategorie Beste Nebendarstellerin: Karin Gregorek

Kunstpreis des FDGB
- 1988: Preise für Jörg Pose, Manfred Möck, Karin Gregorek, Günther Fischer, Peter Ziesche, Dieter Wolf
- 1988: Preise für Wolfgang Held und Lothar Warneke

Sonstige nationale Preise
- 1988: Staatliches Prädikat: Besonders wertvoll[5]
- 1988: Das Schöpferkollekiv erhielt die Erich-Weinert-Medaille der FDJ
- 1989: Kritikerpreis „Die große Klappe“ der Sektion Theorie und Kritik des Verbandes der Film- und Fernsehschaffenden der DDR

Sonstige internationale Preise
- 1989: 17. Internationale Woche des Autorenfilms in Málaga: Bronzemedaille der Stadt Málaga
- 1989: 17. Internationale Woche des Autorenfilms in Málaga: Preis des Verbandes der andalusischen Schriftsteller und Filmschaffenden
- 1989: 13. Internationales Rot-Kreuz-Filmfestival in Warna: Darstellerpreis für Manfred Möck
- 1989: 40. Filmfestival der Werktätigen in Slaný: Preis als „außerordentlicher Beitrag für die Schatzkammer der Kinematographie“